# Bugul Noz
Nelle credenze bretoni Bugul Noz è uno spirito che vive nei boschi di Bretagna. È l'ultimo del suo genere e si dice che fosse incredibilmente brutto e ciò lo angoscia. Il suo aspetto è così terribile che anche gli animali del bosco lo evitano e a volte grida per avvertire gli umani del suo approssimarsi, così da non fare paura. Anche se non malvagio (anzi, piuttosto gentile e dolce) è sempre solo a causa del suo orribile aspetto.